# Arthur Siegel
Arthur Sidney Siegel (* 2. August 1913 in Detroit; † 1. Februar 1978 in Chicago) war ein amerikanischer Fotograf.

## Leben
1937 erhielt Siegel einen Bachelor-Abschluss in Soziologie von der Wayne State University in Detroit. Mit einem Stipendium ging er an das von László Moholy-Nagy gerade gegründete Institute of Design des Armour Institute in Chicago.
Ende der 1930er Jahre begann er als Fotoreporter für die New York Times zu arbeiten. Nach Aufträgen für große Zeitschriften und Nachrichtenagenturen sowie mehreren Jahren im Dienste des United States Office of War Information und des United States Army Air Corps folgte er 1946 der Einladung durch Moholy-Nagy, als Leiter der Fotografie-Sektion am Institute of Design zu lehren.